# Kulturfront (förening)
Kulturfront var en svensk antifascistisk förening med fokus på kulturarbetares och forskares självständighet. Föreningen grundades 1935 och upplöstes 1938.
Bakgrunden till föreningens bildande var fascismens och nazismens växande inflytande, inte minst en oro över utvecklingen i Tyskland sedan nazisternas maktövertagande 1933. En av grundarna av Kulturfront, Henry Peter Matthis, hade i Danmark både sett fascismens etablering när han bodde i Roskilde 1932–1934 och fått inspiration av hur den danska antifascistiska organisationen Frisindet Kulturkamp hade startat en egen antifascistisk tidskrift: Kulturkampen. Bidragande till skapandet av föreningen var även folkfrontstanken, som blivit verklighet 1934 i bland annat Frankrike.

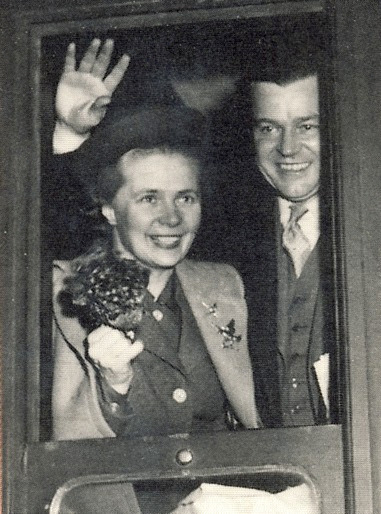
Alva och Gunnar Myrdahl var två svenska intellektuella som deltog i föreningen Kulturfronts arbete.

Ett antal konstnärer, kulturarbetare och politiskt aktiva samlades den 21 maj 1935 på hotell Carlton i Stockholm för att anta en programförklaring för föreningen. Med på mötet var bland annat Albin Amelin, Eric Hallström, Anna Lenah Elgström, Eric Gnista, Eyvind Johnson, Arnold Ljungdal, Henry Peter Matthis, Ture Nerman samt Gunnar och Alva Myrdal. I programförklaringen angavs att föreningen hade till uppgift att samla företrädare från konstnärligt och vetenskapligt håll, samt "socialt verksamma" personer för ett oberoende kulturliv. Det uppgavs också att föreningen skulle kämpa mot nazismen och fascismen, särskilt i synen på våld, krig, samt ideologiernas "förfalskning av rasbegreppen och rasförföljelse". Istället skulle föreningen uttrycka "humanitet och internationalism, rasernas och könens likaberättigande, forsknings- och yttrandefrihet, fred och kultur".
Att föreningens syfte var bredare än att bara bekämpa den fascistiska synen på kulturen berodde inte minst på att många svenska radikala intellektuella oroades över vad man uppfattade som en konservativ utveckling inom kulturen. Under 1930-talet uppfattades det som att modernismen följts av ett reaktionärt svar i kulturvärlden, inom såväl litteratur som konst, vetenskap och arkitektur.

## Aktiviteter
Föreningen anordnade aktioner, bland annat till stöd för fängslade tyskar som var i opposition mot det nazistiska styret. Föreningen stöttade exempelvis den Norska Nobelkommittén när de meddelat att Carl von Ossietzky fått Alfred Nobels fredspris 1935. Året efter Kulturfronts bildande, 1936, hade aktiviteten stigit kraftigt i föreningen. I april 1936 gavs det första numret av tidskriften Kulturfront ut. Tidskriften kom att bli en av föreningens offentliga kanaler, tillsammans med föredrag, diskussioner och kulturevenemang. Under året hölls bland annat föredrag om spanska inbördeskriget.
Bland föreningens mindre offentliga arbete ingick att kartlägga nazistiska organisationer i Sverige och hur samarbetet mellan nazister i Sverige och Tyskland såg ut - inte minst rörande hur propaganda spreds mellan länderna. Föreningen upprättade också samarbete med andra skandinaviska länder, flyktingar och flyktingkommittéer.

## Politisk sammansättning
Inom Kulturfront fanns en relativt stor spännvidd mellan olika medlemmars åsikter och ideologisk inriktning. Medlemmarna kom i huvudsak från de radikala delarna av Stockholms kulturelit. Gemensamt för medlemmarna var kritiken mot fascismen och nazismen, medan det fanns olika inställning till kommunism och Sovjetunionen där flera ledande personer i föreningen var positiva till det sovjetiska systemet. Synen på Sovjetunionen ledde till att Dagens Nyheter och Borås Tidning ifrågasatte föreningens intentioner och menade att den var en täckmantel för sovjetisk politisk påverkan. Inte minst pekade olika tidningar på det kulturella förtryck som rådde i Sovjetunionen och ifrågasatte varför föreningen inte reagerade kraftigare mot det.
Synen på Sovjetunionen kom allt mer att splittra föreningen. En händelse som särskilt synliggjorde åsiktsskillnaderna var flera sovjetiska rättegångar mot kommunistiska ledare i mars 1938, däribland Nikolaj Bucharin. Ture Nerman - som satt i styrelsen för Kulturfront - önskade att föreningen offentligt skulle ta avstånd från dödsdomarna. Israel Holmgren, ordförande i Kulturfront och ett par andra ledamöter i styrelsen stödde förslaget, men förslaget föll när 13 av 17 i styrelsen röstade nej till ett uttalande. Händelsen resulterade i att Holmgren avgick som ordförande och ersattes av Nils Silfverskiöld. Det innebar också att den socialdemokratiska pressen - bland annat Social-Demokraten - vände från en positiv till negativ inställning mot föreningen.
Strax efter händelserna rörande Moskvaprocesserna upplöstes föreningen och dess arbete kom delvis att tas upp av Antifascistisk samling på hösten 1938, inte minst genom att Nils Silfverskiöld engagerade sig i både Kulturfront och sedan Antifascistisk samling.